# Бельгия на «Евровидении-2005»
Бельгия участвовала в телевизионном конкурсе Евровидение-2005, который состоялся в Киеве, Украина. Страну представлял певец португальского происхождения Нуно Резенде с песней Le grand soir («Великая ночь»), написанной Алеком Мансионом и Фредериком Цайтуном. Поскольку Бельгия не была среди десяти лучших конкурсантов Евровидения-2004, то ей пришлось участвовать в полуфинале Евровидения-2005, состоявшемся 19 мая. По итогам голосования Бельгия не смогла выйти в финал. Позже было объявлено, что страна заняла 22-е место из 25 в полуфинале, набрав 29 очков. Таким образом, Бельгии пришлось принять участие в полуфинале следующего года, а композиция Le grand soir стала предшественницей бельгийской заявки на Евровидение-2006 Je t'adore в исполнении Кейт Райан. Полуфинал и финал конкурса были показаны фламандским вещателем VRT на канале één с комментариями Андре Вермёлена и Ани Даймс и валлонским вещателем RTBF на канале La Une с комментариями Жан-Пьера Готье и Жан-Луи Лахайе. Глашатаем, объявлявшим очки Бельгии, была Армелль Гисен.

## Предыстория
К моменту участия в конкурсе 2000 года Бельгия принимала участие в Евровидение 44 раза с момента своего дебюта как одна из семи оригинальных стран в первом выпуске 1956 года. За это время страна выигрывала конкурс лишь однажды: в 1986 году с песней J'aime la vie в исполнении Сандры Ким. Бельгия также организовывала Евровидение однажды: в 1987 году во Дворце Столетия в Брюсселе. Страна пропускала конкурс трижды по причине плохих результатов: в 1994, 1997 и 2001 годах. В 2004 году песня 1 Life в исполнении певицы Ксанди 22-е место в финале, набрав всего лишь 7 очков.
Между двумя региональными телекомпаниями RTBF в Валлонии и VRT во Фландрии имеется жребий, согласно которому они по очереди отвечают за организацию выбора бельгийской заявки. До пропуска конкурса 1994 года RTBF отвечало по чётным годам, а VRT — по нечётным. В 1995 году очерёдность поменялась, но спустя три года из-за пропуска 1997 года RTBF снова занялась организацией выбора бельгийской заявки по чётным годам. В 2001 году Бельгию вновь не допустили к участию на Евровидение, и очерёдность опять поменялась. Поэтому за организацию выбора бельгийской заявки в 2005 году отвечала телекомпания RTBF. Валлонский вещатель использовал как внутренний отбор, так и национальный финал. Выбор заявки на Евровидение-2003 был осуществлён путём внутреннего отбора. 20 октября 2004 года RTBF объявило о запуске национального финала для выбора бельгийской заявки на конкурс 2005 года.

## До «Евровидения»

### Finale Nationale Concours Eurovision de la Chanson 2005
Finale Nationale Concours Eurovision de la Chanson был форматом национального финала, который RTBF использовало в разные годы при выборе бельгийской заявки. 20 октября 2004 года был открыт приём заявок от заинтересованных исполнителей и авторов песен. При этом телекомпанией были выдвинуты два условия: артисты и авторы должны были быть либо подданными бельгийской короны, либо постоянно проживать в Бельгии в течение трёх лет, а сами песни должны быть написаны предпочтительно на французском языке. К 3 января 2005 года RTBF поступило 170 заявок, пять из которых попало в шорт-лист комиссии, состоявшей из восьми человек. 10 марта 2005 года RTBF анонсировало, что только две песни сразятся в Finale Nationale Concours Eurovision de la Chanson 2005.
Национальный финал состоялся 20 марта 2005 года в телестудии RTBF в Брюсселе. Ведущими были Жан-Пьер Готье и Жан-Луи Лахайе. Две песни были представлены, а победитель определялся посредством телеголосования. По результатам голосования Нуно Резенде с песней Le grand soir был выбран представлять Бельгию в Киеве.
| Порядок выступления | Исполнитель    | Название песни | Автор(ы)                      | Процент | Место |
| ------------------- | -------------- | -------------- | ----------------------------- | ------- | ----- |
| 1                   | Нуно Резенде   | Le grand soir  | Алек Мансион, Фредерик Цайтун | 50,2 %  | 1     |
| 2                   | Тиффани Барроу | Lost paradise  | Тиффани Баворовски            | 49,8 %  | 2     |

## На «Евровидении»
По правилам Евровидения все страны-участницы, кроме членов «большой четвёрки» (Великобритании, Германии, Испании и Франции), страны-победительницы прошлого года и десяти стран, занявших самые высокие места на конкурсе 2004 года, должны пройти квалификацию в полуфинале. По итогам полуфинала десять лучших стран выходят в финал. 22 марта 2005 года была проведена жеребьёвка относительно порядка выступлений стран в полуфинале. 19 мая 2005 года состоялся полуфинал Евровидения, где Бельгия выступала под номером 11, между Исландией и Эстонией. В конце шоу Бельгия не была объявлена среди десяти лучших стран, и, таким образом, провалила квалификацию. Позже было объявлено, что страна заняла 22-е место из 25 в полуфинале, набрав 29 очков, включая 12 очков от Португалии. В 2003 году Европейский вещательный союз объявил о введении повсеместного телеголосования на Евровидении. Бельгийские телезрители 12 очков присудили в полуфинале Нидерландам, а в финале — Греции. Россия не присудила Бельгии ни одного очка в полуфинале.
| Очки     | Страна     |
| -------- | ---------- |
| 12 очков | Португалия |
| 10 очков |            |
| 8 очков  |            |
| 7 очков  | Франция    |
| 6 очков  | Нидерланды |
| 5 очков  |            |
| 4 очка   |            |
| 3 очка   | Молдова    |
| 2 очка   |            |
| 1 очко   | Албания    |

| Очки     | Страна   |
| -------- | -------- |
| 12 очков | Греция   |
| 10 очков | Турция   |
| 8 очков  | Мальта   |
| 7 очков  | Румыния  |
| 6 очков  | Израиль  |
| 5 очков  | Латвия   |
| 4 очка   | Дания    |
| 3 очка   | Норвегия |
| 2 очка   | Венгрия  |
| 1 очко   | Молдова  |